# Владимир Томић
Владимир Томић (Шабац, 25. септембар 1990) је српски рукометаш, висок 182 цм и тежак 77 кг. Тренутно наступа за РК Црвена звезда из Београд. Игра на позицији средњег бека. Између осталих насупао је и за клубове: РК Планинка, РК Прибој, РК Црвенка и РК Колубара.